# Ruspolia insularis
Ruspolia insularis är en insektsart som först beskrevs av Walker, F. 1869.  Ruspolia insularis ingår i släktet Ruspolia och familjen vårtbitare. Inga underarter finns listade i Catalogue of Life.